# Fréjus
Fréjus er en stor fransk provinsby. Den er beliggende i departementet Var.